# Maria Taferl
Maria Taferl település Ausztriában, Alsó-Ausztria tartományban, a Melki járásban. Tengerszint feletti magassága 443 méter, területe 12,17 km².

## Elhelyezkedése
Maria Taferl Münichreith-Laimbach, Artstetten-Pöbring, Klein-Pöchlarn és Marbach an der Donau településekkel határos.

## Népesség
| Lakosok száma | 852  | 912  | 887  |
|               | 2005 | 2016 | 2018 |